# 곽현모
곽현모(郭顯模, 1926년 10월 13일 ~ 2014년 7월 23일)는 대한민국의 산부인과 의사, 의학자이다. 독재 정권 당시 불임시술 등 인구통제에 적극 동조하여 1967년 국무총리상을 받았으며, 불임시술 외에도 교육에 기여한 공로로 1992년 대통령 표창을 받았다.
부인은 플로렌스 나이팅게일 기장 수상자인 간호학자 하영수이다.
연세대학교 의과대학 산부인과학교실은 그를 기려 곽현모 교수 학술상을 제정했다.